# Чулишман
Чулишман — річка у Росії, найбільша притока Телецького озера, тече в Республіці Алтай. З Телецького озера витікає річка Бія, права складова Обі, тому Чулишман може вважатись верховою частиною Бії і одним з витоків Обі.

## Фізіографія
Чулишман бере початок на висоті близько 2300 м над рівнем моря у східному Алтаї на кордоні Республіки Алтай з Тувою, в улоговині між Шапшальським хребтом і Чулишманським плоскогір’ям. Відразу після витоку протікає крізь озеро Джулукуль площею 29,5 км². Після виходу з озера тече спочатку на північний захід, невдовзі повертає на захід. Після злиття з лівою притокою Каракемом знову повертає на північний захід і тече в цьому напрямку по вузькій глибокій долині між Чулишманським хребтом ліворуч і Чулишманським плоскогір’ям праворуч до злиття зі своєю найбільшою притокою Башкаусом. Від злиття з Башкаусом тече на північ до самого Телецького озера, перед гирлом відхиляючись до північного сходу.
Чулишман впадає в Телецьке озеро за 10 км нижче села Баликча на висоті 434 м над рівнем моря. У гирлі річка має близько 140 м завширшки і глибину до 3 м; швидкість плину 0,5 м/с.
Найбільша притока — річка Башкаус, яка довжиною (219 км) лише трохи поступається самому Чулишману — впадає в Чулишман зліва у нижній течії. Інші значні ліві притоки — Богояш і Каракем, праві — Узун-Уюк, Шавла і Чульча.

## Гідрологія
Довжина річки 241 км, площа басейну 16 800 км². Середньорічний стік, виміряний за 9,8 км від гирла біля села Баликча у 1932–2000 роках, становить 160 м³/с. Багаторічний мінімум стоку спостерігається у березні (15,9 м³/с), максимум — у травні (564 м³/с). За період спостережень абсолютний мінімум місячного стоку (4,4 м³/с) спостерігався у березні 1940 року, абсолютний максимум (1370 м³/с) — у червні 1966.
Чулишман замерзає наприкінці жовтня — початку грудня, скресає наприкінці березня — початку травня. Повінь з травня до вересня. Живлення мішане з переважанням снігового.
Чулишман забезпечує близько 70 % припливу Телецького озера.

## Інфраструктура
Річка та її басейн лежить повністю у межах Улаганського району Республіки Алтай. Єдине постійне поселення на річці — село Баликча — розташоване за 10 км від гирла. Долини Башкауса та його приток населені густіше — тут існує кілька сіл, в тому числі районний центр Улаган.
Удовж Чулишмана існують лише невпоряджені ґрунтові дороги. Села в долині Башкауса сполучаються асфальтованою дорогою з Акташем — поселенням на федеральній автодорозі М52 Новосибірськ — монгольський кордон (Чуйський тракт).
Правобережжя Чулишмана і Телецького озера займає територія Алтайського державного заповідника.
Річка несудноплавна.

## Туристичне значення
Велика кількість порогів, бистрин і водоспадів, що існують на річці протягом  більше ніж 200 км її течії (за винятком низов’їв) роблять Чулишман однією з найскладніших для проходження сплавних річок Росії. Чулишман, як і його притока Башкаус, належать до маршрутів категорії VI — найвищої категорії складності, прийнятої у російському водному туризмі. Незважаючи на труднодоступність та віддаленість від населених місць верхів’я Чулишмана часто відвідуються туристами-водниками.